# Aéronien
Stratigraphie
Rhuddanien Télychien
L’Aéronien est le deuxième étage du Silurien, dans l'ère paléozoïque. Précédée du Rhuddanien et suivie du Télychien, cette subdivision de la série géologique du Llandovery s'étend de 440,9 ± 1,2 à 438,5 ± 1,1 million d'années,.

## Nom et histoire
L'étage est dénommé d'après une ferme appelée Cwm-coed-Aeron, près de Llandovery, au Pays de Galles. Cet étage fut décrit en 1971 par un groupe de géologues britanniques mené par L. R. M. Cocks.

## Définition et GSSP
| Système                                            | Série      | Étage        | Âge (Ma)       |
| -------------------------------------------------- | ---------- | ------------ | -------------- |
| Dévonien                                           | Inférieur  | Lochkovien   | plus récent    |
| Silurien                                           | Pridoli    | Pridoli      | 423.0 – 419.62 |
| Silurien                                           | Ludlow     | Ludfordien   | 425.0 – 423.0  |
| Silurien                                           | Ludlow     | Gorstien     | 426.7 – 425.0  |
| Silurien                                           | Wendock    | Homérien     | 430.6 – 426.7  |
| Silurien                                           | Wendock    | Sheinwoodien | 432.9 – 430.6  |
| Silurien                                           | Llandovery | Télychien    | 438.6 – 432.9  |
| Silurien                                           | Llandovery | Aéronien     | 440.5 – 438.6  |
| Silurien                                           | Llandovery | Rhuddanien   | 443.1 – 440.5  |
| Ordovicien                                         | Supérieur  | Hirnantien   | plus ancien    |
| Subdivisions du Silurien d'après l'ICS, août 2018. |            |              |                |

La limite inférieure de l'Aéronien est définie par la première date d'apparition (first appareance datum, FAD) de l'espèce de graptolite Monograptus austerus sequens.
La limite supérieure de l'Aéronien est quant à elle définie juste après la dernière date d'apparition (last appareance datum, LAD) de l'espèce de brachiopode Eocoelia curtisi, c'est-à-dire relativement près de la première date d'apparition de l'espèce de graptolite Monograptus turriculatus.
Le point stratotypique mondial (Global Boundary Stratotype Section and Point, GSSP) pour l'Aéronien est la tranchée forestière « h » se trouvant sur le chemin sylvestre de Trefawr, au nord de Cwm-coed-Aeron, près de Llandovery au Pays de Galles (52° 01′ 48″ N, 3° 42′ 00″ O),.